# Высокий Яр (Бакчарский район)
Высо́кий Яр — село в Бакчарском районе Томской области, Россия. Административный центр Высокоярского сельского поселения.
Население — ↘470 (2021).

## География
Село расположено у трассы Р399 на севере Бакчарского района. Через населённый пункт протекает река Потеря.

## Население
| 2002 | 2010 | 2012 | 2013 | 2014 | 2015 | 2021 |
| ---- | ---- | ---- | ---- | ---- | ---- | ---- |
| 753  | ↘640 | ↘601 | ↘591 | ↘573 | ↘554 | ↘470 |

## Социальная сфера и экономика
В деревне работают средняя общеобразовательная школа, библиотека и фельдшерско-акушерский пункт.
Действуют несколько частных предпринимателей, работающих в сфере сельского хозяйства (в том числе, хозяйства мясо-молочной направленности) и розничной торговли.